# Автошлях E45
Європейський маршрут Е45 — європейський автомобільний маршрут категорії А, що з'єднує міста Каресуандо (Швеція) на півночі і Джела (Італія) на півдні. Довжина маршруту — 4 920 км.

## Міста, через які проходить маршрут
Маршрут Е45 проходить через 5 європейських країн і включає дві поромні переправи з Гетеборгу, Швеція до Фредеріксгавн, Данія і з Вілла-Сан-Джованні в Мессіну, Італія.
- : Каресуандо — Порьюс — Арвідсьяур — Естерсунд — Мура — Сефле — Омоль — Гетеборг — пором
- : Фредеріксгавн — Ольборг — Рандерс — Орхус — Вайле — Кольдинг — Фрьослев
- :      Фленсбург — Гамбург — Ганновер — Геттінген — Кассель — Фульда — Вюрцбург — Нюрнберг — Мюнхен — Розенгайм
- : Вьоргль — Інсбрук — перевал Бреннер
- : Фортецца — Больцано — Тренто — Верона — Модена — Болонья — Чезена — Перуджа — Фьяно-Романо — Неаполь — Салерно — Січіньяно-дельї-Альбурні — Козенца — Вілла-Сан-Джованні — пором — Мессіна — Катанія — Сіракузи — Джела

Е45 перетинається з маршрутами
|  | - E20 - E06 - E39 - E22 - E26 - E30 - E311 - E41 |  | - E43 - E50 - E51 - E56 - E53 - E52 - E54 - E533 |  | - E552 - E60 - E641 - E66 - E70 - E35 - E55 - E821 |  | - E842 - E841 - E847 - E846 - E90 - E932 - E931 |

## Фотографії

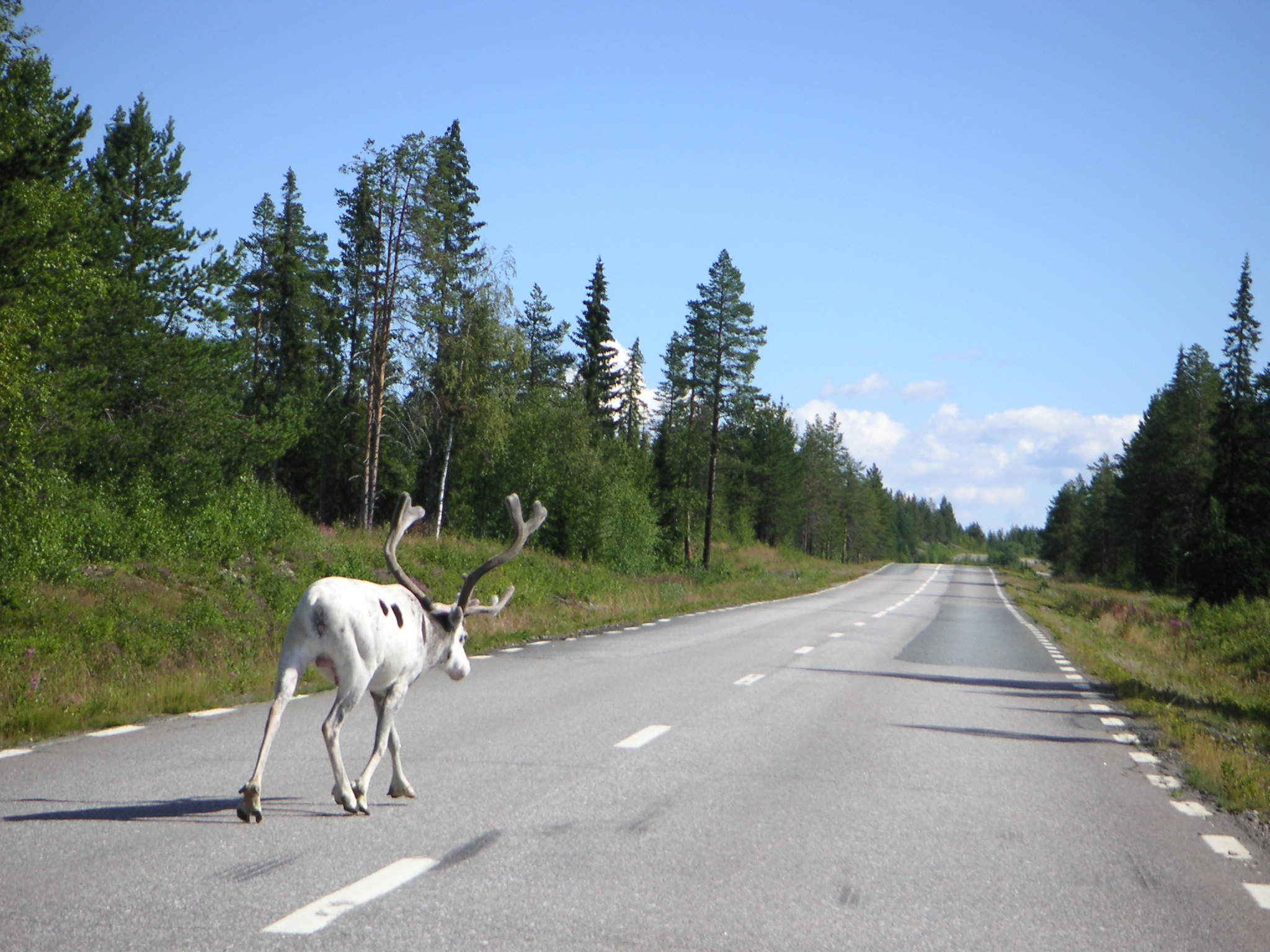
Е45 в  Лапландії, Швеція
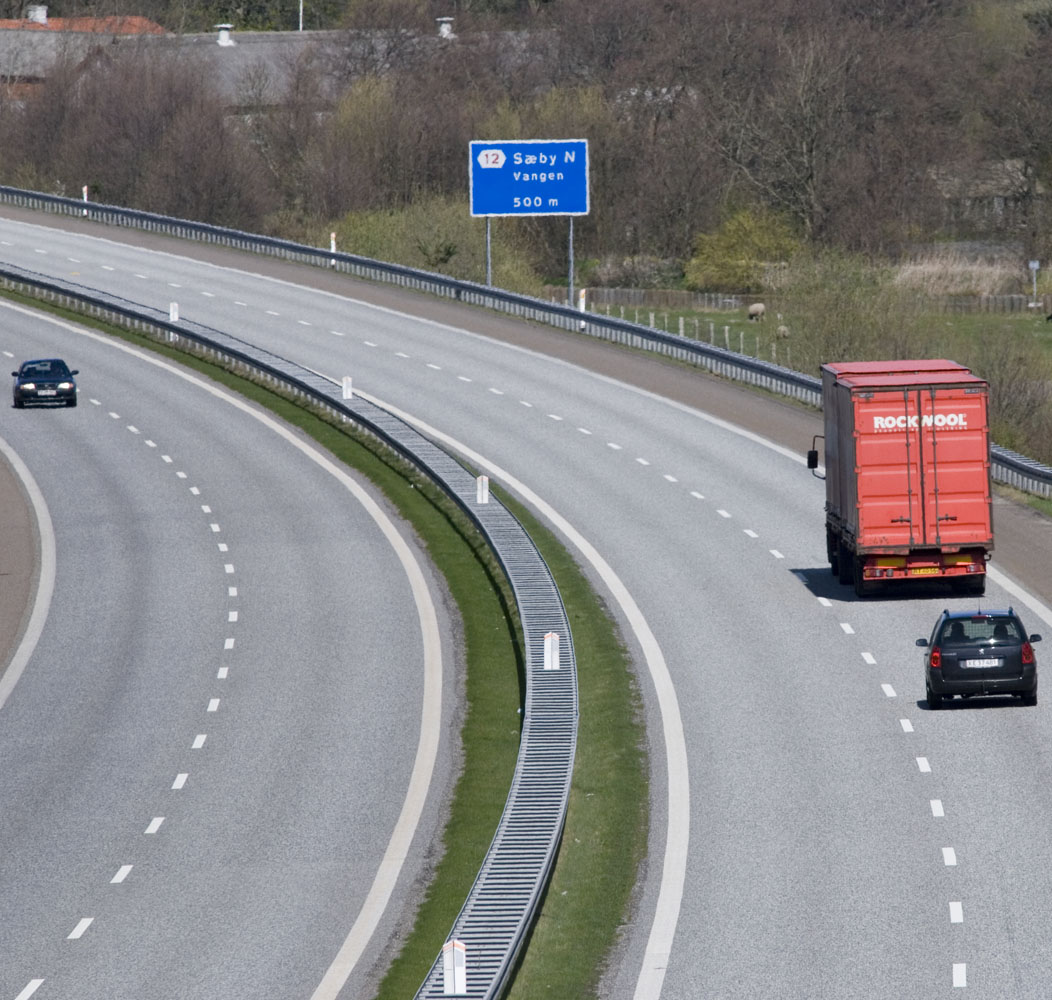
Е45 на південь від Фредеріксгавна, Данія
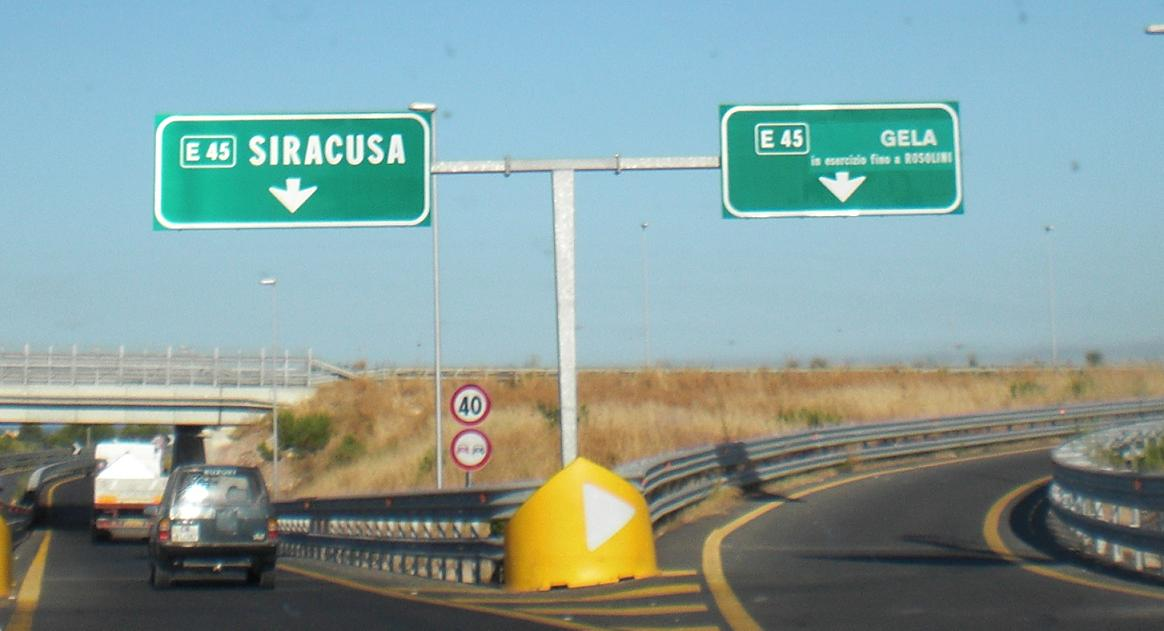
Е45 на  Сицилії, Італія
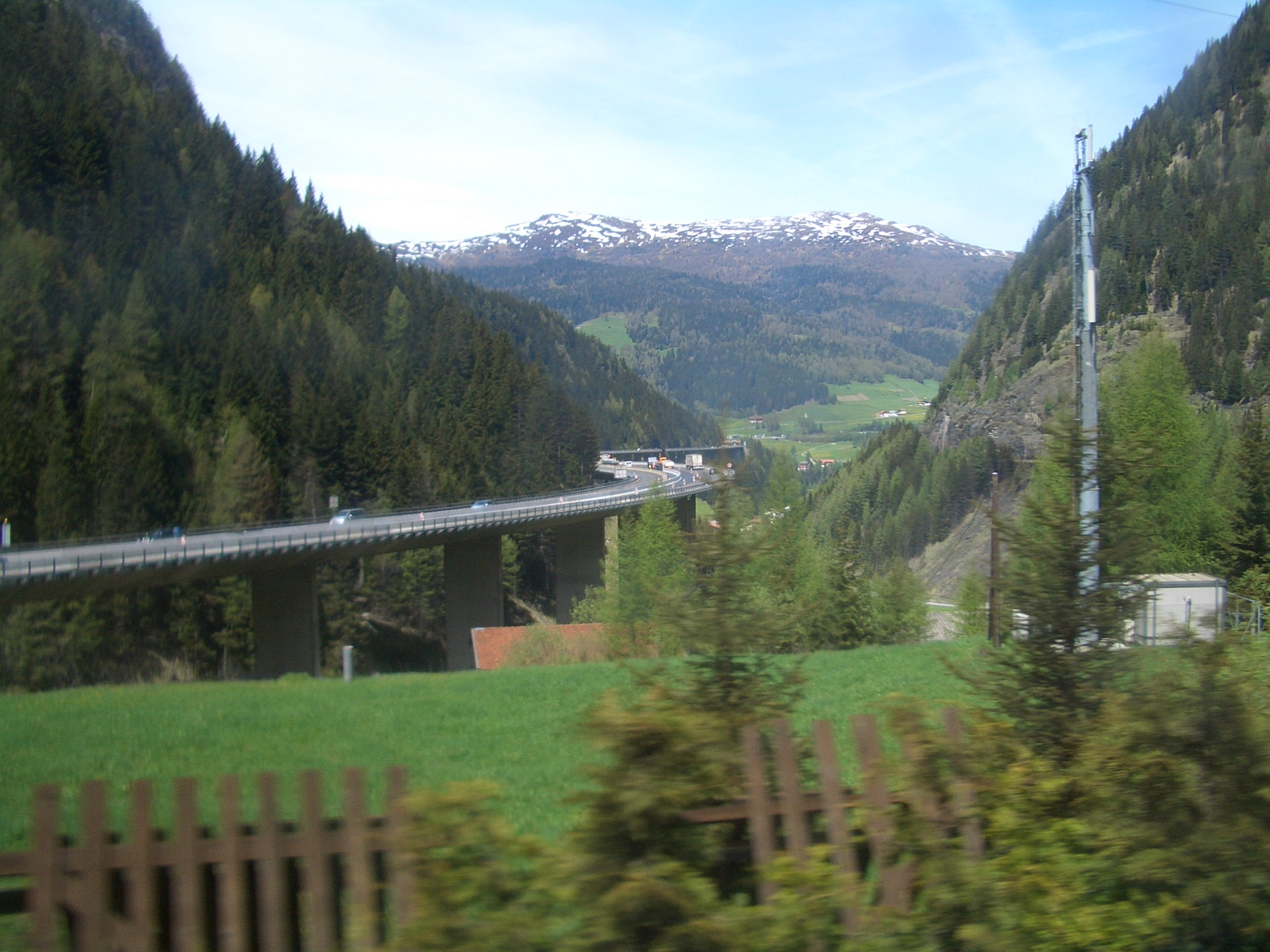
Е45 на перевалі  Бреннер, Італія
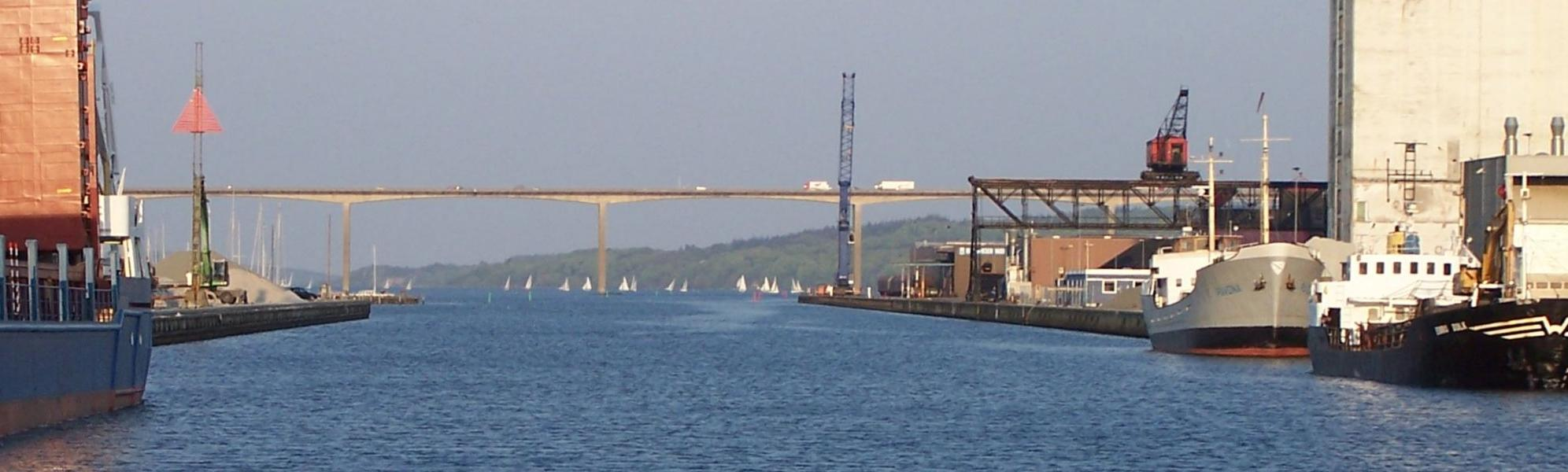
Міст через фіорд Вейл
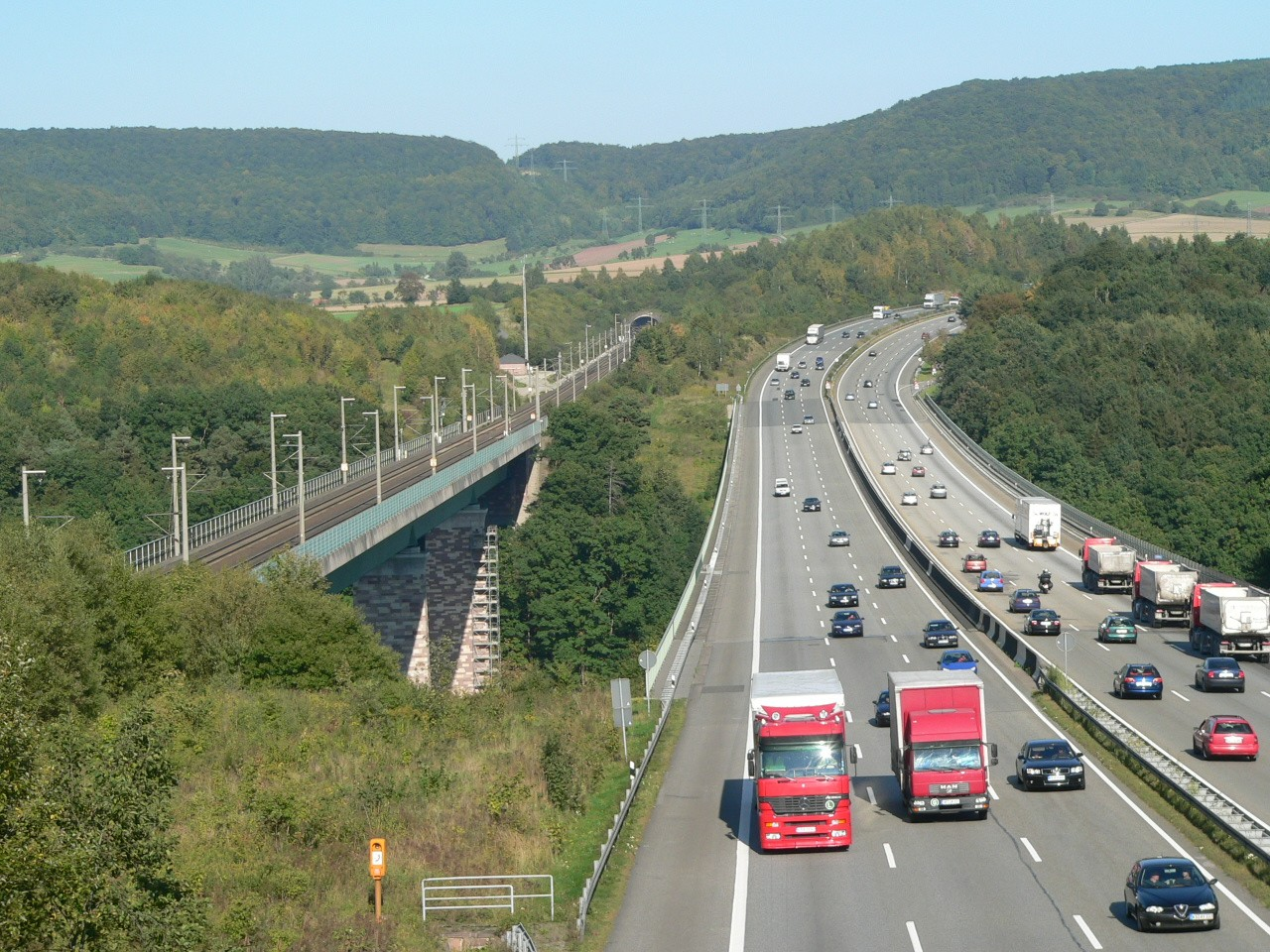
Е45 в Ганновер-Мюнден
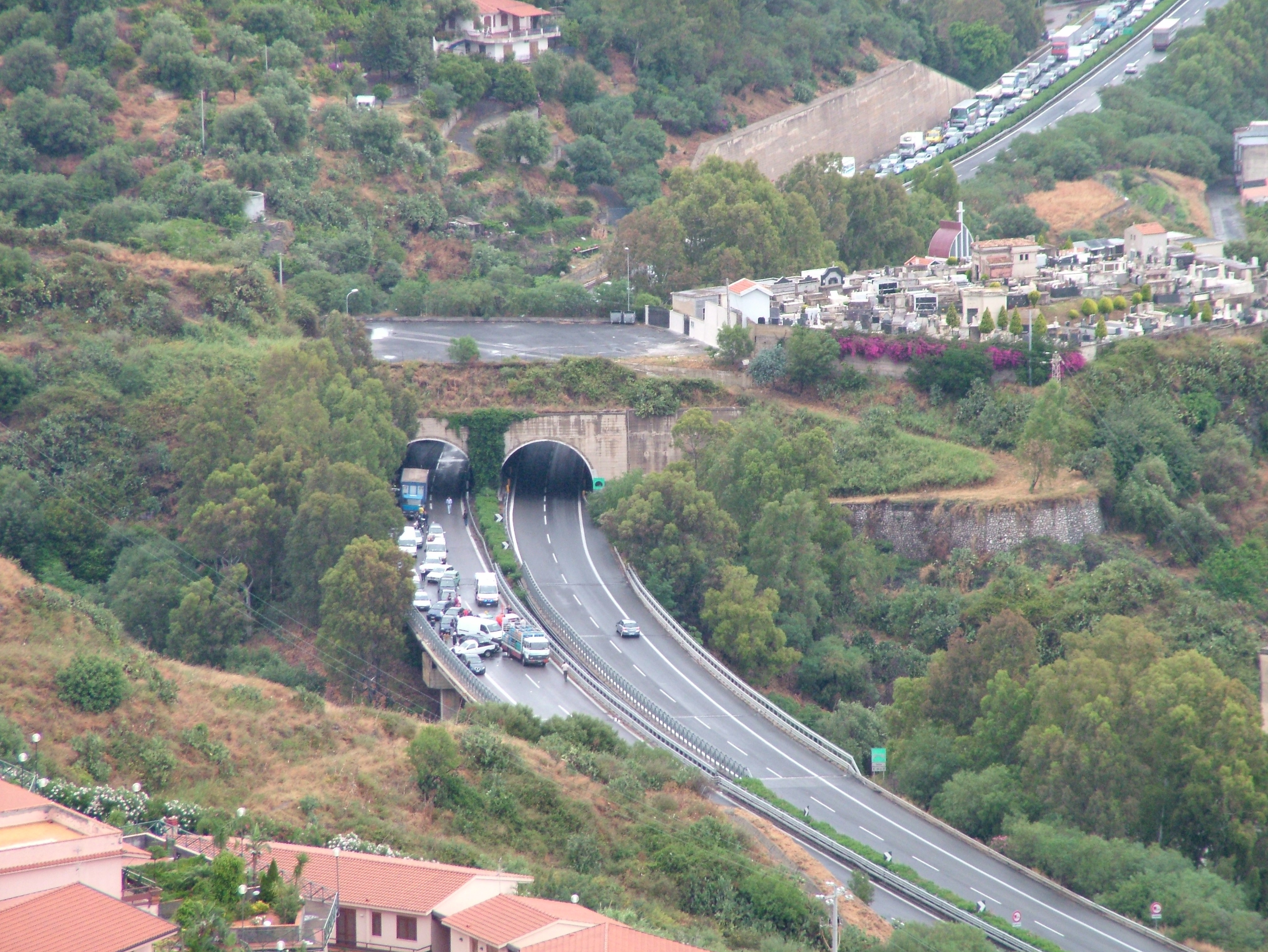
Е45 в Мессіні
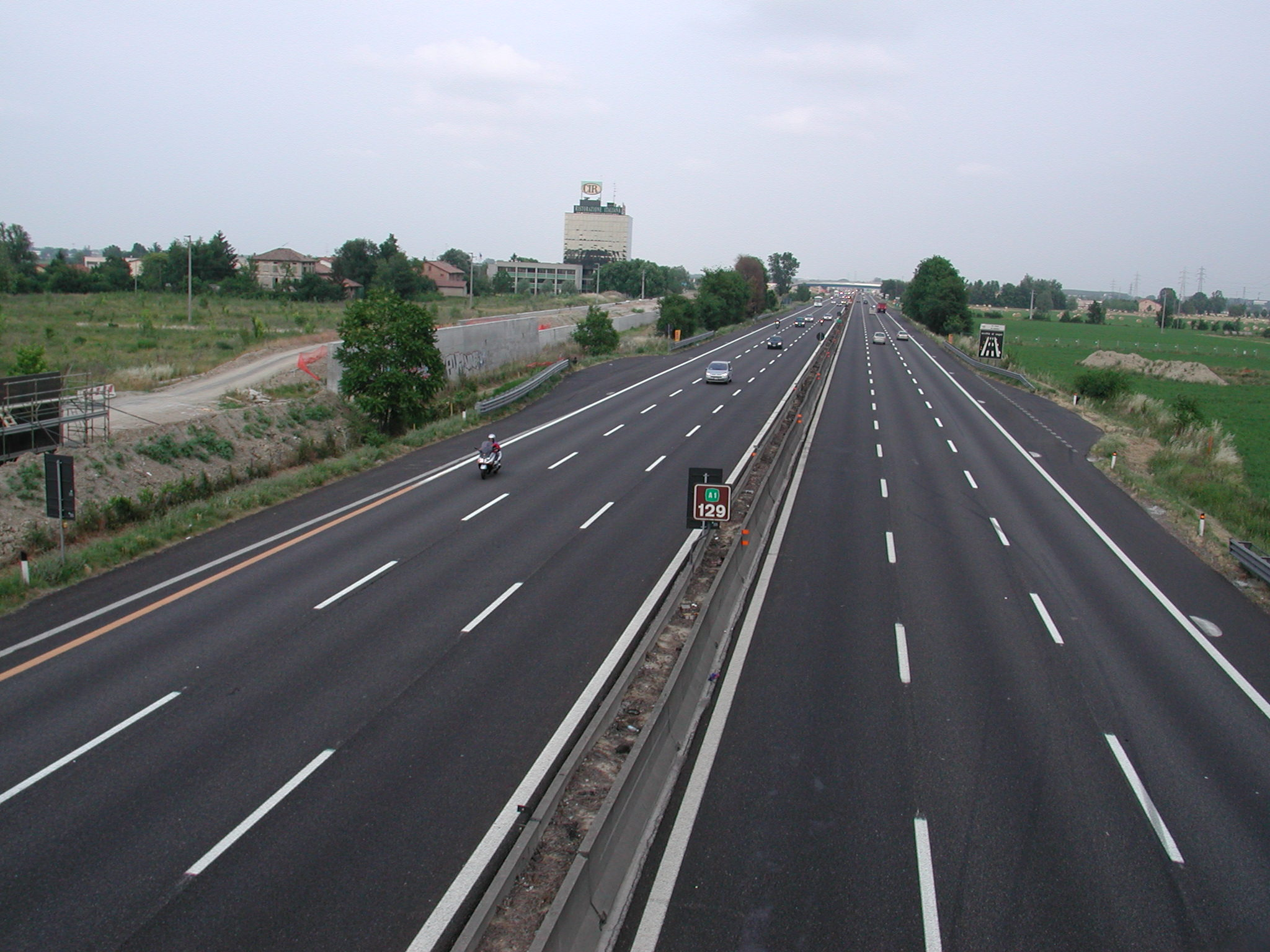
Е45 в Ріміні

## Див. Також
- Список європейських автомобільних маршрутів